# دون هيرمان
دون هيرمان (بالإنجليزية: Don Herrmann)‏ هو لاعب كرة قدم أمريكية أمريكي، ولد في 5 يونيو 1947 في نيوآرك في الولايات المتحدة.

## وصلات خارجية
- دون هيرمان على موقع مرجع كرة القدم المحترفة.كوم (الإنجليزية)